# Utenzi
L'utenzi o utendi è una forma di narrativa poetica della tradizione letteraria swahili. Il nome deriva dal fatto che molte opere in questa forma sono racconti epici di grandi imprese, in swahili utenzi o utendi (dal verbo kutenda, "fare").
La struttura di un utenzi è basata su stanze composte da quattro versi di otto sillabe. Le ultime sillabe dei primi tre versi devono essere in rima fra loro, mentre la rima del quarto verso rimane costante per l'intera opera.

## Utenzi celebri
- Utenzi wa Tambuka (di Bwana Mwengu, XVIII secolo
- Utenzi wa Shufaka (autore ed epoca ignoti)
- Utenzi wa Mwana Kupona (di Mwana Kupona, XIX secolo)